# Ivan Țarevici
Ivan Țarevici (în rusă Иван Царевич) este un personaj aparținând folclorului și mitologiei ruse. El deține puteri magice și a biruit foarte mulți monștri și inamici. Ivan Țarevici  sau prințul Ivan este al treilea fiu al împăratului Țar Vislav și al împărătesei Vasilisa Prekrasnaia. Principalele legende populare îl includ în episodul conflictului cu Koșcei pentru soția sa (Maria Morevna sau Elena cea Frumoasă) și în expediția pentru prinderea Păsării de Foc, cea care fură merele de aur din grădina împăratului Țar.